# Басанский, Антон Александрович
Антон Александрович Басанский (род. 9 июля 1987 года, Палатка, Хасынский район, Магаданская область, РСФСР, СССР) — российский политический деятель, депутат Государственной думы VIII созыва в 2021—2025 годах от партии «Единая Россия».

## Биография
Антон Басанский родился и вырос в посёлке Палатка в Хасынском районе Магаданской области. Окончил местную среднюю школу № 1, в 2009 году окончил Санкт-Петербургский государственный горный институт им. Г. В. Плеханова (технический университет), получив квалификацию «Горный инженер» по специальности «Подземная разработка месторождений полезных ископаемых». Параллельно с учёбой работал подземным горнорабочим в ООО «Нявленга» в Магаданской области (2007—2008). 
В 2009 году Басанский стал инженером отдела ПТО Санкт-Петербурга, ОАО «Полиметалл», в 2010 — заместителем руководителя по связям с общественными организациями горнодобывающих предприятий Северо-Западного региона. В том же году начал работать горным инженером в ООО «Конго» (Магаданская область), в 2015 году стал техническим директором этой компании. В 2020 году Басанский поступил в Институт государственной службы и управления Российской академии народного хозяйства и государственной службы при Президенте Российской Федерации. 
В 2015 году Басанский был избран депутатом Магаданской городской Думы VI созыва по избирательному округу № 8, в 2020 году переизбрался по избирательному округу № 12. В 2016—2020 годах он руководил региональным штабом Магаданского регионального отделения «Молодой Гвардии Единой России». В 2017—2020 годах был членом Палаты молодых законодателей при Совете Федерации Федерального Собрания Российской Федерации, председателем комитета по экономической политике. В сентябре 2021 года Басанский был избран депутатом Государственной Думы VIII созыва от Магаданской области, стал членом фракции «Единой России».
4 марта 2025 года по распоряжению председателя правительства России Михаила Мишустина был назначен статс-секретарём — заместителем министра РФ по развитию Дальнего Востока и Арктики.
Из-за поддержки российской агрессии и нарушения территориальной целостности Украины во время российско-украинской войны Басанский находится под персональными санкциями разных государств: всех стран Евросоюза, Канады, США, Великобритании, Швейцарии, Австралии, Японии, Украины, Новой Зеландии.